# 24666 Місванрое
24666 Місванрое (24666 Miesvanrohe) — астероїд головного поясу, відкритий 8 вересня 1988 року.
Тіссеранів параметр щодо Юпітера — 3,301.